# Maura Isles
Maura Dorothea Isles é uma das duas personagens centrais da série de televisão norte-americana Rizzoli & Isles, interpretada por Sasha Alexander.

## Características

### Profissionais
Maura Isles é médica legista e trabalha com a polícia de Boston, em parceria com a detective Jane Rizzoli. É ela quem faz as autópsias, analisa os diversos elementos recolhidos por Jane e a sua equipa nos locais do crime e determina as causas de morte. Acredita que tudo o que acontece tem explicação científica.

### Pessoais
Foi uma criança diferente que sempre preferiu estar sozinha, ainda agora prefere a companhia dos mortos. É metódica e tagarela e tenta estar sempre elegante e impecavelmente vestida. É solteira e mora em Boston. Foi adoptada e cresceu numa família muito rica, tendo entrado numa escola interna aos 10 anos. No episódio 9, ao comparar o ADN (DNA) do homem que está a autopsiar, descobre que este era seu irmão, levando-a a descobrir que o seu pai biológico é um criminoso irlandês, Paddy Doyle.